# Lijst van operettes
Dit is een lijst van operettes op alfabet per componist gesorteerd.
Werken met een sterretje zijn nog steeds 'gangbaar' en worden vrij geregeld gespeeld, maar in het laatste decennium worden herhaaldelijk partituren die "eeuwen" onder het stof hebben gelegen toch weer eens uit de kast gehaald.

## A

### Paul Abraham
- Zenebona (1928) maakte hij met andere componisten
- Der Gatte des Fräuleins (1928)
- Es Geschehen noch Wunder (1929)
- Viktoria und ihr Husar (1930) (*)
- Die Blume von Hawaii (1931) (*)
- Ball im Savoy (1932)
- Märchen im Grand-Hotel (1934)
- Viki (1935)
- Dschainach, das Mädchen aus dem Tanzhaus (1935)
- Roxy und ihr Wunderteam (1936)
- Julia (1937)
- Der Weisse Schwan (1938)
- Zwei Glückliche Herzen (?)
- Tambourin (nooit uitgevoerd)
- Wintermelodie (?)

### Adolphe Adam
- Pierre et Catherine (1829)
- Le Chalet (1834)

### Mark Adamo
- Little Women (2000)
- Lysistrata, ook wel, The Nude Goddess (2004)

### John Adams
- El Niño (2000)

### Thomas Adès
- Powder her Face (1995)

### Richard Adler
- The Pajama Game (1954)
- Damn Yankee (1955)

### George Antheil
- Helen Retires (1930 - 1931)

### Dominick Argento
- The Boor (1957)
- Postcard from Morocco (1971)
- A Water Bird Talk (1977)
- Miss Havisham's Wedding Night (1981)
- The Aspern Pages (1988)

## B

### Sven-Erik Bäck
- The Banquet (1958)
- A Play About Mary, the Mother of Jesus (1958)

### Seymour Barab
- Phillip Marshall (1970)
- A Piece of String (1985)
- The Maker of Illusions (1985)
- Father of the Child (1987)
- Predators (1987)
- La Pizza Con Funghi (1988)

### René Barbier
- La sultane à Paris (1923)

### Josef Bayer
- Der Chevalier von San Marco (1881)
- Der schöne Kaspar (1889)
- Mister Menelaus (1896)
- Fräulein Hexe (1898)
- Der Polizeichef (1904)
- Spitzbub & Cie. (1907)
- Das Damenduell (1907)

### Arsène Becuwe
- Baron Schinkelbeen (1935)
- Hare Hoogheid wil niet trouwen (1937)

### Ralph Benatzky
- Laridon (1911)
- Cherchez la femme (1911)
- Casanova (1928)
- Die drei Musketiere (1929)
- Im weissen Rössl (1930) (*)
- Meine Schwester und ich (1930)
- Bezauberndes Fräulein (1933)
- Axel an der Himmelstür (1936)

### Julius Benedict
- The Lily Of Killarney (1862)

### Richard Bennett
- The mines of sulphur (1965)

### Luciano Berio
- Un re in ascolto (1984)

### Leonard Bernstein
- Trouble in Tahiti (1952)
- A Quiet Place (1983)

### Franz Berwald
- Jag går i kloster (1843)
- Modehandlerskan (1843/1845)

### Georges Bizet
- La prêtresse (1854)
- Le Docteur Miracle (1856)
- Malbrough s'en va-t-en guerre (1867) (samen met: Emile Jonas, Edouard Legouix en Leo Delibes
- Sol-si-ré-pif-pan (1872)

### Marc Blitzstein
- The Cradle will Rock (1937)
- Regina (1949)

### William Bolcom
- A View from the Bridge (1999)

### Pedro Braña Martínez
- Mary Luz
- Marisa

### Max Bruch
- Scherz, List und Rache (1858)

### Paul Burkhard
- Hopsa (1935)
- 3xGeorges (1936)
- Das Paradies der Frauen (1938)
- Der schwarze Hecht (1939)
- Tic-Tac (1947)
- Barbasuk (1961)
- Die Dame mit der Brille (1962)

## C

### Charles Cadman
- Shanewis, or The Robin Woman (1918)

### Emmanuel Chabrier
- Le Service obligatoire (1872)
- Une éducation manquée (1879)

### George Chadwick
- Judith (1901)

### Tichon Chrennikov
- «Сто чертей и одна девушка» Sto čertej i odna devuška (Honderd duivels en een meisje) (1962-1963)
- «Белая ночь» Belaja noč' (Witte nacht) (1967)

## D

### August De Boeck
- Papa Poliet (1921)
- Totole (1932)

### René Defossez
- L'amour est roi (1946)

### Léo Delibes
- Le Don Juan suisse, komische operette in 4 bedrijven [verloren].
- Deux sous de charbon ou Le suicide de bigorneau, (asphyxie lyrique), operette in 1 bedrijf, 1856.
- Deux vieilles gardes, komische operette in 1 bedrijf, 1856.
- Six demoiselles à marier, komische operette in 1 bedrijf, 1856.
- L’omelette à la Follembuche, komische operette, in 1 bedrijf ,1859.
- Les musiciens de l’orchestre. komische operette in 2 bedrijven, 1861.
- Mon ami Pierrot. operette in 1 bedrijf, 1862.
- Grande nouvelle. operette in 1 bedrijf, 1864.
- Malbrough s’en va-t-en guerre (4de bedrijf), operette in 4 bedrijven, (in samenwerking met Bizet, E, Jonas en I, Legouix) , 1867.
- L’écossais de Chatou. operette in 1 bedrijf, 1869

### Vincent d'Indy
- Fervaal (1897)

### Nico Dostal
- Die exzentrische Frau, 1922
- Lagunenzauber, 1923
- Clivia, 1933
- Die Vielgeliebte, 1934
- Prinzessin Nofretete, 1936
- Extrablätter, 1937
- Monika, 1937
- Die ungarische Hochzeit, 1939 (*)
- Die Flucht ins Glück, 1940
- Die große Tänzerin, 1942
- Eva im Abendkleid, 1942
- Manina, 1942
- Verzauberte Herzen, 1946
- Ein Fremder in Venedig, 1946
- Süße kleine Freundin, 1949
- Zirkusblut, 1950
- Der Kurier der Königin, 1950
- Doktor Eisenbart, 1952
- Der dritte Wunsch, 1954
- Liebesbriefe Operette, 1955
- So macht man Karriere, 1961
- Rhapsodie der Liebe, 1963
- Der goldene Spiegel
- Don Juan und Figaro oder Das Lamm des Armen, 1990

### Sem Dresden
- Toto (1945)

## F

### Leo Fall
- Der Rebell (1905) (tweede versie: Der liebe Augustin (1912))
- Der fidele Bauer (1907)
- Die Dollarprinzessin (1907)
- Die geschiedende Frau (1908)
- Brüderlein fein (1909)
- Das Puppenmädel (1910)
- Der ewige Walzer (1912)
- Die Kaiserin (1915)
- Die Rose von Stambul (1916)
- Die spanische Nachtigall (1920)
- Madame Pompadour (1922)
- Der junge Herr René (1925)

### Nicolas Flagello
- Rip van Winkle (1957)

### Benjamin Fleischmann
- Rothschilds viool (1939)

### FreiherrFriedrich von Flotow
- La Veuve Grapin (1859)

### Carlisle Floyd
- Susanah (1955)

### Rudolf Friml
- Rose-Marie (1924)

## G

### George Gershwin
- La La Lucille (1919)

### François-Auguste Gevaert
- La Poularde de Caux (1861)

### Jean Gilbert
- Die Keusche Suzanna
- Polnische Wirtschaft
- Die Kinokönigin
- Die Frau im Hermelin

### Jerónimo Giménez
- El golpe de estado (in samenwerking met: Amadeo Vives) (1906)
- La última (1915)

### Alberto Ginastera
- Bomarzo (1967)

### Carlos Gomes
- Telégrafo Elétrico

## H

### Reynaldo Hahn
- Miousic (1914)
- Ciboulette (1923)
- Brummell (1931)
- Malvina (1935)

### Johan Hasse
- Il Cantico de tre Fanciulli

### Hans Werner Henze
- La Cubana (1993)

### Hervé
pseudoniem van: Florimond Ronger
- L’œil crevé (1867)
- Chilpéric (1868)
- Le petit Faust (1869)
- Le nouvel Aladin (1871)
- Mam'zelle Nitouche (1883)
- Les bagatelles (1890; meestal op eigen tekst).

### Richard Heuberger
- Der Opernball (1898)

### Igo Hofstetter
- Roulette der Herzen (1964)
- Alles spricht von Charpillon (1968)

### Arthur Honegger
- Les aventures du roi Pausole (1930)
- La belle de Moudon (1931)
- Les petites Cardinal (1937) in samenwerking met Ibert
- L'Aiglon (in samenwerking met Jacques Ibert, 1937)

## I

### Jacques Ibert
- Angélique (1927)
- L'Aiglon (in samenwerking met Arthur Honegger, 1937)
- Les Petits Cardinal (in samenwerking met Arthur Honegger, 1938)

## J

### Vojtěch Matyáš Jírovec
- Die Pagen des Herzogs von Vendôme (1808)
- Das zugemauerte Fenster (1810)
- Der Geburtstag (1827-1828)
- Der dreizehnte Mantel (1828)

### Zdeněk Jonák
- Music comedy

### Leon Jessel
- Schwarzwaldmädel (1917)

## K

### Emmerich Kálmán
- Tatájárás (1908)
- Ein Herbstmanöver (1909)
- Der Zigeunerprimas (1912)
- Die Csárdásfürstin (1915) (*)
- Die Faschingsfee (1917)
- Das Hollandweibchen (1920)
- Die Bajadere (1921)
- Gräfin Mariza (1924) (*)
- Die Zirkusprinzessin (1926) (*)
- Das Veilchen von Montmartre (1930)
- Arizona lady (1954)

### Gustave Kerker
- The Cadets (1879)
- The Pearl of Pekin (1888)
- The Lady Slavey (1896)
- Die oberen Zehntausend (1909)
- Schneeglöckchen (1910)

### Mathieu Kessels
- De Bokkerijders (1899-1900)
- De Kozakken te Oosterhout (1903)
- De Meikoningin van Geleen (1911)
- Walram van Valkenburg

### Frits Koeberg
- Viola (1928)

### Karel Komzák II
- David a Goliáš (David en Goliath)

### Joseph Kosma
- Les Chansons de Bilitis (1953)

### Karel Kovařovic
- Edip král (Koning Oedipus) (1891)

### Johann Nepomuk Král
- Liebeswürdig

### Conradin Kreutzer
- Die zwei Worte oder Die Schreckensnacht (Die Nacht im Walde) (1808)
- Feodore (1811)
- Die Nachtmütze des Propheten Elias (1813)
- Baron Luft (1829)
- Die Verjüngerungs-Essenz (1838)
- Klein-Roland (1846)

### Eduard Künneke
- 1919: Der Vielgeliebte
- 1920: Wenn Liebe erwacht
- 1921: Der Vetter aus Dingsda (*)
- 1921: Die Ehe im Kreise
- 1922: Verliebte Leute
- 1923: Casinogirls
- 1923: Lovers Lane
- 1925: The love Song
- 1925: Die hellblauen Schwestern
- 1925: Mayflowers
- 1925: Riki-Tiki
- 1926: Lady Hamilton
- 1927: Die blonde Liselott
- 1928: Die singende Venus
- 1930: Der Tenor der Herzogin
- 1932: Glückliche Reise
- 1933: Die Fahrt in die Jugend
- 1933: Die lockende Flamme
- 1935: Die grosse Sünderin
- 1935: Herz über Bord
- 1938: Hochzeit in Samarkand
- 1938: Der große Name
- 1941: Traumland
- 1941: Die Wunderbare
- 1949: Hochzeit mit Erika

## L

### Jaroslav Labský
- Námluvy
- Mužům boj
- Závěť

### Paul Lacôme
- Le dernier des paladins (1861)
- La Fille de l'air (1890)
- La niña de los cisnes (1896)
- Les quatre filles Aymon (1898)
- Christine

### Paul Ladmirault
- Glycère (1928)

### Marcel Landowski
- Le Rire de Nils Halerius (1951)
- Le Fou (1956)
- Montségur (1985)

### Robert Lannoy
- Farce du mari fondu

### André Laporte
- Das Schloss (1995)

### Calixa Lavallée
- TIQ (The Indian Question Settled at Last) (1865-1866)
- La Rose Nuptiale (The Bridal Rose)
- Le Roi de Carreau (King of Diamonds)

### Charles Lecocq
- Le Docteur Miracle (1857)
- Huis-Clos (1858)
- Le Baiser à la porte /1864)
- Liliane et Valentin (1864)
- Ondines au champagne (1865)
- Le Myosotis (1866)
- Le Cabaret de Ramponneau (1867)
- Fleur de Thé (1868)
- Gandolfo (1868)
- Deux Portières pour un cordon (1869)
- Le Barbier de Trouville (1871)
- Sauvons la caisse (1871)
- Le Grand Casimir (1878)
- L'Arbre de Noël (1880)
- La Roussotte (1880)
- Les Grenadiers de Mont-Cornette (1886)
- Ruse d'amour (1898)
- Rose mousse (1903)
- La Salutiste (1904)
- Les Poupées de M. Dupont (1905)
- Miousic (1914)

### Franz Lehár
- Wiener frauen (1902)
- Der Rastelbinder (1902)
- Der Göttergatte (1904)
- Die lustige Witwe (1905) (*)
- Das Fürstenkind (1909)
- Der Graf von Luxemburg (1909) (*)
- Zigeunerliebe (1910)
- Eva (1911)
- Die ideale Gattin (1913)
- Endlich allein (Schön ist die Welt) (1914)
- Wo die Lerche singt (1918)
- Die blaue Mazur (1920)
- Die Tangokönigin (1921)
- Frasquita (1922)
- Das Land des Lächelns (1923) (*)
- Paganini (1925)
- Der Zarewitsch (1927) (*)
- Giuditta (1934)

### Leonard J. Lehrman
- Beowulf or The Great Dane (1970)

### Hubert Lelièvre
- Amor in mascarade (1953)

### Angelo Pio Leonardi
- Ma vidi che guai ca m’ammattiru aguannu!

### Ernesto Lecuona
- Lola Cruz (1935)
- Cuando La Habana era inglesa (1941)

### Ruggiero Leoncavallo
- La jeunesse de Figaro (1906)
- La reginetta delle rose (1912)
- Are You There? (1913)
- La candidata (1915)
- Prestami tua moglie (1916)
- A chi la giarrettiera? (1919)
- Il primo bacio (1923)
- La maschera nuda (1925)

### Albert Lietaert
- Hooger op! (1930)
- In den Hommelpluk (1931)
- De vergulde nachtegaal (1945)
- De ware Jozef (1952)
- De Bommelstudent
- De moderne boer
- Jan Pek
- Kermismaandag
- Schuitje varen

### Paul Lincke
- Venus auf Erden (1897)
- Frau Luna (1899)
- Im Reiche des Indra (1899)
- Lysistrata (1902)
- Casanova (1913)
- Ein Liebestraum (1940)

### Wilhelm Lindemann
- Heinrich Heines erste Liebe (1917)

### Peter Joseph von Lindpaintner
- Der blinde Gärtner oder Die blühende Aloë (1813)
- Das Christusbild oder Kunstsinn und Liebe (1816)
- Hans Max Giesbrecht von der Humpenburg oder Die neue Ritterzeit (1816)

### Vicente Lleó Balbastre
- Los Mosqueteros (1909)
- La República del Amor (1908)
- La Viuda alegre (1909) (naar Franz Lehár, Die lustige Witwe) (samen met: Luis Foglietti)
- La corte de Faraón (1909)
- El Condo de Luxemburgo (1911) (naar Franz Lehár, Der Graf von Luxemburg)

### Normand Lockwood
- Wizards of Balizar (1962)

### Luigi Logheder
- Cleopatra e Antonio (1903)
- Cirene (1913)

### Edward James Loder
- The Andalusian, or The Young Guard (1848)
- Never Judge by Appearances (1859)
- The Countess (1862)
- Saved by a Song (1868)

### Frederico Longás Torres
- La reina del Ariel (1944)

### Albert Lortzing
- Hans Sachs
- Die Rolandsknappen (1849)
- Die Opernprobe (1851)

### Alexandre Luigini
- Faublas (1881)

### Georg Lumbye
- Hexefløjten (1869)

### Hans Christian Lumbye
- Den deiligste Kvinde

### Pablo Luna Carné
- Musseta (1908)
- Molinos de viento (1910)
- Canto de primavera (1912)
- Los Cadetes de la reina (1913)
- Benamor (1923)

### Mykola Lysenko
- Čornomorci (De Zwarte Zee Kozakken) (1872-1873)
- Eneïda (1910)

## M

### Miloš Machek
- 4:0 pro ATK (1952)
- Zbojník Ondráš (1952)
- Mikuláš Dačický z Heslova (1954)
- Baron Všudybyl (1957)
- Hej, pane kapelníku (1959)

### Theo Mackeben
- Die Dubarry (1931, als film 1951, bewerking van de operette van Karl Millöcker)
- Die Journalisten (1932)
- Lady Fanny And The Servant Problem (1934)
- Liebe auf Reisen (1934)
- Anita und der Teufel (1938)
- Der goldene Käfig (1943)
- Die Versuchung der Antonia (1950)

### Leevi Madetoja
- The Ostrobothnians (1923)

### Daniele Maffeis
- I tre fanciulli nella fornace ardente (1939)
- Il cantore danese
- Il flauto del re
- I mortulaghi
- Il pellegrino bianco
- Il gatto con gli stivali

### Leopoldo Magenti
- La condesita (1961)

### Albéric Magnard
- Guercoeur (1897-1900)
- Bérénice (1911)

### Jaroslav Malina
- J.J. Casanova (1957)

### Giuseppe Manente
- Il Paradiso dei Cigni (Het paradijs van de zwanen) (1939)

### Cesare Manganelli
- Toi-Ko (1895)
- Gonnella (1896)
- La croce di cavaliere (1922)
- La Gheisa

### Romualdo Marenco
- Le Diablo au corps (1884)
- La Capitaine Charlotte (1890)
- Strategia d'amore (1896)
- La Figlia di Boby (1896)
- Dolores (1896)
- I Piccoli Viaggiatori (1899)
- The Regatta Girl (1900)

### Pascual Marquina Narro
- El candil del rey (1928)

### Roger Marsh
- Dum (A vocal percussive fantasy) (1973)
- Scenes de Ballet (1974)

### Emiel Henri Martony
- Als de liefde wil (1926)
- Artistenbloed (1929)
- De nieuwe edelman (1936)
- Boerenbloed (1939)
- Het meisje van Zoetegem (1943)
- De Verlovingsring
- Een goede kroonprins
- Engelijntje

### Bruto Mastelli
- Goal (1927)

### Laurent Menager
- Den Här an d'Madame Tullepant (1879)
- Den Här President
- En ass rosen
- De scheie Jong
- Zwee Jonggesellen

### Gian Carlo Menotti
- Amelia al Ballo (1937)
- The Saint of Bleecker Street (1954)
- The old maid and the thief

### Saverio Mercadante
- La testa di Bronzo, ossia La capanna solitaria
- Elena da Feltre

### Aarre Merikanto
- Juha (1922)

### Fernand Mertens
- E Mammenhierz (1918)
- Petite Evelyne, of: D'Wonner vu Spéisbësch, of: Le Miracle de la Toison d’Or (1921)
- Le Miracle de la Mare-au-Pré (1922)
- T'Wonner fu spe'sbech (1931)
- Am Pyjama (1933)
- Eng Schwéiermamm

### André Messager
- Véronique (1898)
- Fortunio (1907)

### Paul Mestrozi
- Der Mikado von Neu-Titipur

### Theodore Metz
- Poketa

### Erik Meyer-Helmund
- Die schöne Frau Marlies (1916)
- Die Heiratslustigen
- Die Abdankung des Maharadschas

### Minoru Miki
- Mendori teishu - Husband the Hen (1963)

### Darius Milhaud
- Le Pauvre Matelot (1927)
- Christophe Colomb (1930)

### Jack Millar
- Geef me 'n kus (samen met: Maurice Yvian en Rob Milton) (1939-1940)
- Julischka, de Juweelen Bruid (1942)
- Daar was laatst een meisje loos! (1947)

### Karl Millöcker
- Der tote Gast (1864)
- Die beiden Binder (1865)
- Die keusche Diana (1867)
- Der Raub der Sabinerinnen (1867)
- Die Fraueninsel (1868)
- Der Regimentstambour (1869)
- Ein nagender Wurm (Wechselbrief und Briefwechsel 1872)
- Abenteuer in Wien (1873)
- Die Musik der Teufels (1875)
- Das verwunschene Schloss (1878)
- Gräfin Dubarry (1879)
- Apajune, der Wasserman (1880)
- Die Jungfrau von Belleville (1881)
- Der Bettelstudent (1882) (*)
- Gasparone (1884) (*)
- Der arme Jonathan (1890)
- Der Probekuss (1894)
- Nordlicht (1896)

### Carl Christian Møller
- Kalifen paa Æventyr (1857)
- Esmeralda (1859)
- Cora (1861)

### Lionel Monckton
- Mummies and Marriage (1888)
- San Toy (1899)

### Stanisław Moniuszko
- Biuraliści (1835)
- Nocleg w Apeninach (Een nacht in de Apennijnen) (1837-1839)
- Cudowna woda (Het wonderbaare water) (1840-1841)
- Ideał, czyli Nowe Precjoza (1841)
- Nowy Don Kiszot czyli Sto szaleństw (De nieuwe Don Quichote of 100 Follies) (1841)
- Żółta szlafmyca (1841)
- Beata (1870-1871)

### Paul Montavon
- Le masque et la Rose

### Vano Muradeli
- Devuška s golubymi glazami (Het meisje met de blauwe ogen) (1965)
- Moskva-Pariž-Moskva (Moskou-Parijs-Moscou) (1968)

### Samuel J. Mustol
- The Village Squire

## N

### Jozef Nachtergaele
- De bruiloft van Don Juan (1970)

### Camillo De Nardis
- Un bagno freddo (1879)
- Bi-Ba-Bu (1880-1881)

### Oskar Nedbal
- Die Keusche Barbara (1910)
- Polenblut (1913) (*)
- Die Winzerbraut (1916)in 1930 herwerkt tot Herbstlied
- Die schöne Saskia (1917)
- Eriwan (1918)
- Mam'sell Napoleon (1919)
- Der Bauer Jakob (1922)
- Donna Gloria (1925)

### Francesco Paolo Neglia
- Girifalco (1927)

## O

### Jacques Offenbach
(Offenbach componeerde veruit de meeste operettes van allemaal, meer dan 100. Hier staat dus maar een kleine selectie)
- Die Hochzeit bei Laternenschein (1858)
- Orphée aux enfers (1858) (*)
- La Vie parisienne (1866) (*)
- La Grande-Duchesse de Gérolstein (1867) (*)
- La Périchole (1868) (*)
- La belle Hélène (1864) (*)
- Barbe-bleue (1866) (*)
- Les Bavards (1863)
- Les brigands (1869) (*)
- La Fille du Tambour-Major (1879)
- L'ile de Tulipatan (1868)
- Monsieur Choufleuri (1861)
- Le Roi Carotte (1872) (*)
- Le voyage dans la lune (1875) (*)

## P

### Ferdinando Francesco Paër
- Il morto vivo (1799)

### Karl Freiherr von Paumgarten
- Der von Humpenburg (1884)
- Die Bonifaciusnacht (1888)
- Der Sergeant (1897)
- Die Mumien (1911)

### Jakob Mathias Pazeller
- Das Zigeunerkind (1915)
- Ein Moderner in Paris (1917)

### Manuel Penella Moreno
- Frivolina (1918)

### Giovanni Pennacchio
- Il Re dell’aria (1930)

### Robert Jean Julien Planquette
- Méfie-toi de Pharaon (1872)
- Le Serment de madame Grégoire (1874)
- Le Zénith (1875)
- Le Valet de coeur (1875)
- On demande une femme de chambre (1876)
- Les Cloches de Corneville (1877)
- Le Chevalier Gaston (1879)
- Les Voltigeurs de la 32ème (1879)
- La Cantinière (1880)
- Le Fiancé de Margot (1880)
- La Crémaillere (1885)
- Le Captain Thérése (1887)
- Le Talisman (1892)
- La Leçon de danse (1896)
- Mam'zelle Quat'sous (1897)
- Le Paradis de Mahomet (1906)

### Ciprian Porumbescu
- Crai nou (1881-1882)

### Armand Preud'homme
- Op de purperen heide (1941)
- Bengel (1967)
- De helden van het land
- Het leven bloeit open
- Het schoothondje van mevrouw Pips
- Mijn heerlijk Kempenland
- 'n Zoen valt uit de hemel
- Rineke

### Heinrich Proch
- Die Blutrache (1846)
- Zweiter und dritter Stock (1847)
- Der gefährliche Sprung (1848)

### Charles Puerner
- Thrilby (1895)

## R

### Fred Raymond
- Ich hab mein Herz in Heidelberg verloren (1927)
- Lauf ins Glück (1934)
- Ball der Nationen (1935)
- Fahrt ins Abenteuer (1935)
- Auf großer Fahrt (1936)
- Marielu (1936)
- Maske in Blau (1937)
- Saison in Salzburg (1938).
- Die Perle von Tokaj (1941)
- Konfetti (1948)
- Flieder aus Wien (1949)
- Geliebte Manuela (1951)

### Franz Reinl
- Der Sohn des Mikado (1954)

### Jean Renard
- De Parel van Zaandam (1893)

### Ernest Reyer
- Sigurd (1884)

### Emil Nikolaus von Rezniček
- Donna Diana (1894)
- Die Angst vor der Ehe (1913)k

### Willy Richartz
- Heut tanzt Gloria (1939)
- Bei der Wirtin "Zum weißblauen Kranzerl"
- Kölnisch Wasser

### Franz Richter Herf
- Kein Mann für Susanne (1958)

### Josef Rixner
- Der liebe Augustin (1942)
- Der Vagabund von Wien (1942)
- Der Musikant aus Wien
- Staatskind

### Alfred George Robyn
- Beans and Buttons (1888)
- A Slim Legacy
- Soldier in Petticoats
- Court Martial

### Sigmund Romberg
- The Student Prince (1924)
- The Desert Song (1926)
- My Princess (1927)

### José Santos Rosa
- As saudades do meu rio (2005)

## S

### Aulis Sallinen
- Ratsumies (De ruiter - 1973)
- Palatsi (Het Paleis - 1995)

### Erik Satie
- Pousse l'amour (1904-1906)

### Ladislav Josef Filip Pavel Sawerthal
- A Lesson in Magic; rev. als: Love's magic (1883)

### Ludwig Schmidseder
- Melodie der Nacht (1938)
- Die oder Keine (1939)
- Frauen im Metropol (1940)
- Abschiedswalzer (1949)

### Max Schönherr
- Die Deutschmeisterkapelle (1958)

### Johann Schrammel
- Wiener Kinder

### Friedrich Schröder
- Hochzeitsnacht im Paradies (1942)
- Nächte in Shanghai (1946-1947)
- Chanel Nr. 5 (1947)
- Die große Welt (1949-1951)
- Isabella (1950-1951)
- Die Jungfrau von Paris (1969)

### Franz Schubert
- Das Dreimäderlhaus (1916) (*) operette van Heinrich Berté op muziek van Schubert

### Jules Gaspard Semler-Collery
- La Nièce de la Mère Michel (1911)

### Déodat de Séverac
- Le Roi Pinard (1907)

### Urho Sipponen
- Silloin kukkivat tuomet (1980)
- Yllätyksiä

### Marcel Slootmaeckers
- Ik wil een man
- Incognito

### Johan August Söderman
- Urdur eller Näckens dotter (1852)
- Zigenerhöfdingen Zohrab (1854)
- Hin Ondes första lärospån (1856)

### Harry Somers
- The Homeless Ones (1955)

### John Philip Sousa
- The Smugglers (1879-1882)
- El Capitan (1895)
- The Bride Elect (1897)
- Chris and the Wonderful Lamp (1899)
- The Free Lance (1905)
- The American Maid (of: The Glass Blowers) (1909)

### Reveriano Soutullo Otero
- Justicias y ladrones (1919)

### Mathieu Spoel
- Conte Galant

### Louis Spohr
- Die Prüfung (1806)

### Wilhelm Anton Stärk
- Nur ein Musikant (1954)
- Wiedersehen mit Liselotte (1957)
- Barbara fällt vom Himmel (1952)
- Souvenir aus Liechtenstein (1974)
- Rendezvous am Bodensee

### Max Steiner
- Die schöne Griechin (1903)

### Ernst Stieberitz
- Der Weltmeister

### Robert Stolz
- Das Glücksmädel (1910)
- Du liebes Wien (1913)
- Lang, lang ist 's her (1917)
- Die Tanzgräfin (1921)
- Der Tanz ins Glück (1921)
- Mädi (1923)
- Der Mitternachtswalzer (1926)
- Peppina (1930)
- Der verlorene Walzer (1933)
- Grüezi (1934) (later ook onder de titel Himmelblaue Träume)
- Die Reise um die Erde (1937)
- Drei von der Donau (1947)
- Frühling im Prater (1949)
- Pumpernickel (1949)
- Kleiner Schwindel in Paris (1957)
- Trauminsel (1962)
- Hochzeit am Bodensee (1969)

### Johann Strauss jr.
- Indigo (1871)
- Der Carneval in Rom (1873)
- Die Fledermaus (1874) (*)
- Cagliostro in Wien (1875)
- Prinz Methusalem (1877)
- Blindekuh (1878)
- Das Spitzentuch der Königin (1880)
- Der lustige Krieg (1881)
- Eine Nacht in Venedig (1883) (*)
- Der Zigeunerbaron (1885) (*)
- Simplicius (1887)
- Fürstin Ninetta (1893)
- Jabuka (1894)
- Waldmeister (1895)
- Die Göttin der Vernunft (1897)

Johann  Strauss bewerkingen
- Wiener Blut (1899) bew. Adolf Müller jr.
- Tausendundeine Nacht (1906) bew. ?
- Casanova (1928) bew. Ralph Benatzky
- Die Tänzerin Fanny Elssler (1934) bew. Oskar Staller en Bernard Grün

### Oscar Straus
- Die lustigen Nibelungen (1904)
- Ein Walzertraum (1907) (*)
- Der tapfere Soldat (1908)
- Rund um die Liebe (1914)
- Liebeszauber (1919)
- Eine Ballnacht (1919)
- Der letzte Walzer (1920)
- Eine Frau die weiss was sie will (1932)
- Die Musik kommt (1948)
- Ihr erster Walzer (1950)
- Bozena (1952)

### Jiři Strniště
- Hrdinové na zámečku (1955)

### Arthur Sullivan
- The Mikado (1885) (*)
- The Gondoliers (1889)
- Iolanthe (1882)
- Patience (1881)
- H.M.S. Pinafore (1878)
- The Pirates of Penzance (1879)
- Princess Ida (1884)
- Ruddigore (1887)
- The Sorcerer (1877)
- Trial by Jury (1875)
- The Yeomen of the Guard (1888)
- The Zoo (1875)

### Franz von Suppé
- Der Bandit (1848)
- Das Pensionat (1860)
- Die Kartenschlägerin (1862)
- Zehn Mädchen und kein Mann (1862)
- Flotte Bursche (1863)
- Das Korps der Rache (1864)
- Piqué Dame (omwerking van die Kartenschlägerin) (1864)
- Die schöne Galathée (1865)(*)
- Die leichte Kavallerie (1866)
- Banditenstreiche (1867)
- Die Frau Meisterin (1868)
- Tantalusqualen (1868)
- Isabella (1869)
- Die Jungfrau von Tragant (1870)
- Cannabas (1872)
- Fünfundzwanzig Mädchen und kein Mann (1873)
- Fatinitza (1876)
- Der Teufel auf Erden (1878)
- Boccaccio (1879) (*)
- Donna Juanita (1880)
- Der Gaskogner (1881)
- Das Herzblättchen (1882)
- Die Afrikareise (1883)
- Bellmann (1887)
- Die Jagd nach dem Glücke (1888)

### Georgi Vasiljevitsj Sviridov
- Twinkling Lights (1951)

## T

### Germaine Tailleferre
- Dolorès (1950)

### Adrien Talexy
- Le secret de la rose (1875)

### Giovanni Tarditi
- Monte Carlo (1897)
- L'isola degli antropofagi (1925)

### Phyllis Margaret Duncan Tate
- The Policeman's Serenade (1930)
- Twice in a Blue Moon (1968)
- Scarecrow (1982)
- The Story of Lieutenant Cockatoo
- Solar

### Francis Thomé
- Baron Fric (1886)
- Le Roman d'Arlequin
- Venus et Adonis

### Francis Thorne
- Fortuna (1961)

### Cedric Thorpe Davie
- The Kingdom of King Winter (1935)
- The Land of Laughter (1936)
- Sea-Tangle (1937)
- The Man in the Moon (1938)

### Harry Tierney
- Omar Khayyam
- Beau Brummel

### Antonín Emil Titl
- Die Bestürmung von Saida (1841)
- Der Zauberschleier (1842)
- Der Todtentanz (1846)
- Mammons Palast of: Die Lehre vom Golde (1856)

### Václav Trojan
- Paní Marjánka, Matka Pluku (Moeder van het Regiment) (1951)
- Pivovar v Sojkově (De brouwerij te Sojkově)

## V

### Juan Vert Carbonell
- Justicias y ladrones (samen met: Reveriano Soutullo Otero) (1919)

### Paul Vidal
- Eros (1892)

### Amadeo Vives
- El golpe de estado (samen met: Jesús Guridi Bidaola) (1906)
- La Generala (1912)

## W

### Eduard Wagnes
- Alt-Wien (1910)
- Die Klosterprinzessin (1911)

### Vincent Wallace
- Maritana (1845)

### Carl Maria von Weber
- Die Macht der Liebe und des Weins
- Turandot, Prinzessin von China
- König Yngurd
- Heinrich IV

### Jaromir Weinberger
- Jarní bouře (Frühlingsstürme) (1933)
- Na růžích ustláno (1933)
- Apropó, co dělá Andula? (1934)
- Císař pán na třešních (1936)

### Ian Whyte
- The Forge

### Malcolm Williamson
- The Brilliant and the Dark (1966)

### Gerhard Winkler
- Herzkönig (1946)
- Premiere in Mailand (1950)
- Die ideale Geliebte (1957)
- Der Fürst von Monterosso (1960)

## Z

### Ivan Zajc
- Momci na brod - Mannschaft an Bord (1863)
- Fitzliputzli (1864)
- Die lazzaroni vom Stanzel (1865)
- Die Boasische Hexe - Die Hexe von Boissy (1866)
- Nachtschwärmer (1866)
- Das Rendezvous in der Schweiz (1867)
- Das Gaugericht (1867)
- Nach Mekka (1868)
- Somnambula (1868)
- Schützen von Einst und Jetzt (1868)
- Meister Puff (1869)
- Mjesečnica

### Carl Michael Ziehrer
- König Jerôme oder Immer lustig (1878)
- Wiener Kinder (1881)
- Die Landstreicher (1899)
- Der Fremdenführer (1902)
- Fesche Geister (1905)
- Ein tolles Mädel (1907)
- Liebeswalzer (1908)
- Ball bei Hof (1911)
- Fürst Casimir (1913)
- Das dumme Herz (1914)

### Carl Zeller
- Die Carbonari (1880)
- Der Vagabund (1886)
- Der Vogelhändler (1891) (*)
- Der Obersteiger (1894)
- Der Kellermeister (voltooid door K. Brandl)